# Mathieu van der Poel
Mathieu van der Poel (* 19. ledna 1995) je nizozemský profesionální silniční cyklista a cyklokrosař jezdící za UCI WorldTeam Alpecin–Deceuninck. Patří k nejvšestrannějším cyklistům historie. Je synem Adri van der Poela a vnukem Raymonda Poulidora.

## Kariéra
Je dvojnásobným juniorským mistrem světa v cyklokrosu (2012, 2013), juniorským mistrem světa v silničním závodě (2013), sedminásobným mistrem světa v cyklokrosu (2015, 2019, 2020, 2021, 2023, 2024, 2025), mistrem světa v silničním závodě (2023) a mistrem světa v gravelu (2024). V roce 2019 vyhrál silniční klasiky Amstel Gold Race a Brabantse Pijl, závody světového poháru v cyklokrosu i na horských kolech, stal se evropským šampiónem v horské cyklistice pro rok 2019. V letech 2018 a 2019 obsadil druhé místo v celkovém pořadí světového poháru v horských kolech. V roce 2020 vyhrál monument Kolem Flander a BinckBank Tour.

### Sezóna 2021
Svou silničářskou sezónu 2021 zahájil na etapovém závodu UAE Tour. V březnu vyhrál klasiku Strade Bianche. Na Tour de France 2021 se po vítězství druhé etapy oblékl do žlutého dresu. V něm zůstal až do sedmé etapy, po které celou tour opustil. Jako důvod udával přípravu na letní olympijské hry, kde závodil v horských kolech.

## Hlavní výsledky

### Silniční cyklistika
2015
Tour Alsace
4. místo celkově
Kolem Belgie
6. místo celkově
6. místo Circuit de Wallonie
2016
8. místo Ronde van Limburg
2017
Boucles de la Mayenne
 celkový vítěz
 vítěz bodovací soutěže
 vítěz soutěže mladých jezdců
vítěz etap 2 a 3
vítěz Dwars door het Hageland
Kolem Belgie
vítěz 2. etapy
2. místo Bruges Cycling Classic
2018
Národní šampionát
 vítěz silničního závodu
Boucles de la Mayenne
 celkový vítěz
vítěz 1. etapy
vítěz Ronde van Limburg
Arctic Race of Norway
 vítěz bodovací soutěže
vítěz etap 1 a 4
Mistrovství Evropy
 2. místo silniční závod
2019
Tour of Britain
 celkový vítěz
vítěz etap 4, 7 a 8
vítěz Grand Prix de Denain
vítěz Dwars door Vlaanderen
vítěz Brabantský šíp
vítěz Amstel Gold Race
Tour of Antalya
vítěz 1. etapy
Kolem Norska
vítěz 1. etapy
4. místo Gent–Wevelgem
4. místo Kolem Flander
6. místo Famenne Ardenne Classic
Circuit de la Sarthe
10. místo celkově
vítěz 1. etapy
2020
Národní šampionát
 vítěz silničního závodu
BinckBank Tour
 celkový vítěz
vítěz 5. etapy
vítěz Kolem Flander
Tirreno–Adriatico
vítěz 7. etapy
2. místo Brabantský šíp
3. místo Gran Piemonte
3. místo Druivenkoers Overijse
Mistrovství Evropy
4. místo silniční závod
6. místo Lutych–Bastogne–Lutych
9. místo Gent–Wevelgem
10. místo Giro di Lombardia
2021
vítěz Strade Bianche
vítěz Antwerp Port Epic
Tour de France
vítěz 2. etapy
lídr  po etapách 2 – 7
lídr  po 2. etapě
Tirreno–Adriatico
vítěz etap 3 a 5
Tour de Suisse
vítěz etap 2 a 3
UAE Tour
vítěz 1. etapy
2. místo Kolem Flander
3. místo Paříž–Roubaix
3. místo E3 Saxo Bank Classic
5. místo Milán – San Remo
Mistrovství světa
8. místo silniční závod
8. místo Primus Classic
2022
vítěz Kolem Flander
vítěz Dwars door Vlaanderen
vítěz Grand Prix de Wallonie
Giro d'Italia
vítěz 1. etapy
lídr  po etapách 1 – 3
lídr  po etapách 1 – 4
lídr  po etapách 1 – 2
 cena bojovnosti po 17. etapě a celková
Settimana Internazionale di Coppi e Bartali
vítěz 4. etapy
3. místo Milán – San Remo
4. místo Amstel Gold Race
9. místo Paříž–Roubaix
2023
Mistrovství světa
 vítěz silničního závodu
vítěz Milán – San Remo
vítěz Paříž–Roubaix
vítěz SUPER 8 Classic
2. místo Kolem Flander
2. místo E3 Saxo Classic
4. místo Grand Prix de Wallonie
2024
vítěz Kolem Flander
vítěz Paříž–Roubaix
vítěz E3 Saxo Bank Classic
Tour de Luxembourg
2. místo celkově
 vítěz bodovací soutěže
vítěz 1. etapy
2. místo Gent–Wevelgem
Mistrovství světa
 3. místo silniční závod
3. místo Lutych–Bastogne–Lutych
10. místo Milán – San Remo
2025
vítěz Milán – San Remo
vítěz E3 Saxo Classic
vítěz Le Samyn
3. místo Kolem Flander
vítěz Paříž-Roubaix 2025

#### Výsledky na etapových závodech
| Výsledky na Grand Tours        |      |      |      |      |      |      |      |
| Grand Tour                     | 2019 | 2020 | 2021 | 2022 | 2023 | 2024 | 2025 |
| Giro d'Italia                  | —    | —    | —    | 57   | —    | —    | —    |
| Tour de France                 | —    | —    | DNF  | DNF  | 57   | 96   | NS   |
| Vuelta a España                | —    | —    | —    | —    | —    | —    | NS   |
| Výsledky na etapových závodech |      |      |      |      |      |      |      |
| Závod                          | 2019 | 2020 | 2021 | 2022 | 2023 | 2024 | 2025 |
| UAE Tour                       | —    | —    | DNF  | —    | —    | —    | —    |
| Paříž–Nice                     | —    | —    | —    | —    | —    | —    | —    |
| Tirreno–Adriatico              | —    | 45   | 32   | —    | 49   | —    | —    |
| Volta a Catalunya              | —    | NS   | —    | —    | —    | —    | —    |
| Kolem Baskicka                 | —    | NS   | —    | —    | —    | —    | —    |
| Tour de Romandie               | —    | NS   | —    | —    | —    | —    | —    |
| Critérium du Dauphiné          | —    | —    | —    | —    | —    | —    | —    |
| Tour de Suisse                 | —    | NS   | DNF  | —    | —    | —    | —    |
| / BinckBank Tour               | —    | 1    | —    | —    | —    | —    | —    |

#### Výsledkyna klasikách
| Monument               | 2019 | 2020 | 2021 | 2022 | 2023 | 2024 | 2025 |
| ---------------------- | ---- | ---- | ---- | ---- | ---- | ---- | ---- |
| Milán – San Remo       | —    | 13   | 5    | 3    | 1    | 10   | 1    |
| Kolem Flander          | 4    | 1    | 2    | 1    | 2    | 1    | 3    |
| Paříž–Roubaix          | —    | NS   | 3    | 9    | 1    | 1    | 1    |
| Lutych–Bastogne–Lutych | —    | 6    | —    | —    | —    | 3    | —    |
| Giro di Lombardia      | —    | 10   | —    | —    | —    | —    | NS   |
| Klasika                | 2019 | 2020 | 2021 | 2022 | 2023 | 2024 | 2025 |
| Omloop Het Nieuwsblad  | —    | —    | —    | —    | —    | —    | —    |
| Kuurne–Brusel–Kuurne   | —    | —    | 12   | —    | —    | —    | —    |
| Strade Bianche         | —    | 15   | 1    | —    | 15   | —    | —    |
| E3 Saxo Bank Classic   | —    | NS   | 3    | —    | 2    | 1    | 1    |
| Gent–Wevelgem          | 4    | 9    | —    | —    | —    | 2    | —    |
| Dwars door Vlaanderen  | 1    | NS   | 58   | 1    | —    | —    | —    |
| Brabantský šíp         | 1    | 2    | —    | —    | —    | —    | —    |
| Amstel Gold Race       | 1    | NS   | —    | 4    | —    | 22   | —    |

| —   | Nezúčastnil se |
| DNF | Nedokončil     |
| NS  | Nekonalo se    |